# Tixover
Tixover is een civil parish in het bestuurlijke gebied Rutland, in het Engelse graafschap Rutland met 163 inwoners.